# قانون زمین اتباع خارجی کالیفرنیا ۱۹۱۳
قانون زمین اتباع خارجی کالیفرنیا ۱۹۱۳ (انگلیسی: California Alien Land Law of 1913) قانونی بود که «بیگانگان واجد شرایط تابعیت» را از داشتن زمین‌های کشاورزی یا داشتن اجاره‌های طولانی مدت بر روی آنها منع کرد، اما اجاره‌های مجاز تا سه سال مجاز بود. این قانون کشاورزان مهاجر چینی، هندی، ژاپنی و کره‌ای در کالیفرنیا را تحت تأثیر قرار داد. به‌طور ضمنی، قانون اساساً متوجه ژاپنی‌ها بود.
در اثر فعالیت سناتور دموکرات کالیفرنیا، جیمز دی. فلان، اتحادیه اخراج آسیایی‌های کالیفرنیا، و پسران بومی غرب طلایی بر اساس پیشگامی شهروندان محدودیت‌های شدیدتری در اثر خلاءهای قانونی موجود در این قانون در سال ۱۹۲۰ تصویب شد.